# Paul-Gerhard Klumbies
Paul-Gerhard Klumbies (Bad Pyrmont, 14 agosto 1957) è un teologo tedesco, studioso protestante del Nuovo Testamento.

## Biografia
Klumbies studiò teologia protestante a partire dal 1976 dapprima a Betel, poi a Erlangen, Amburgo e Münster. Nel 1982 e nel 1984 completò il percorso di studi presso la Lippische Landeskirche di Detmold.
Nel quadriennio successivo fu assistente scientifico nello studio del Nuovo Testamento alla Kirchliche Hochschule Bethel, dove conseuì il dottorato. Dal 1988 al 1993 divenne vicario parrocchiale e parroco di Bad Salzuflen.
Dal 1993 al 2004 insegn teologia protestante, ed in particolare Nuovo Testamento e agli studi diaconali, presso l'Evangelische Hochschule di Friburgo in Brisgovia. Nel 2000 tenne un ciclo di conferenze inerenti al Nuovo Testamento, al Dipartimento di Teologia protestante dell'Università di Amburgo.
Dal 2004 è professore di scienze bibliche all'Università di Kassel, collaborando col Dipartimento di Studi Umanistici e Culturali facente parte dell'Istituto di Teologia protestante..
È sposato ed ha due figli.

## Contributi
Die Rede von Gott bei Paulus in ihrem zeitgeschichtlichen Kontext, pubblicato nel '92, attirò l'attenzione dello storico delle religioni Larry Hurtado, a parere del quale egli comprese la teologia paolina attraverso la "lente" della cristologia che fu compresa dall'apostolo..

Herkunft und Horizont der Theologie des Neuen Testaments del 2015 ha richiamato l'attenzione sull'articolo di fede della trascendenza di Dio, ricordando che la verità teologica è il fine ultimo e non una mera metodologia.